# Стара Ґурка
Стара Ґурка (пол. Stara Górka, нім. Moorhausen) — село в Польщі, у гміні Победзиська Познанського повіту Великопольського воєводства.
Населення — 448 осіб (2011).
У 1975-1998 роках село належало до Познанського воєводства.

## Демографія
Демографічна структура станом на 31 березня 2011 року:
|          | Загалом | Допрацездатний вік | Працездатний вік | Постпрацездатний вік |
| -------- | ------- | ------------------ | ---------------- | -------------------- |
| Чоловіки | 237     | 61                 | 166              | 10                   |
| Жінки    | 211     | 35                 | 147              | 29                   |
| Разом    | 448     | 96                 | 313              | 39                   |